# Dominik Tarczyński
Dominik Tarczyński (ur. 27 marca 1979 w Lublinie) – polski polityk, działacz katolicki i publicysta, poseł na Sejm VIII i IX kadencji (2015–2020), poseł do Parlamentu Europejskiego IX i X kadencji (od 2020).

## Życiorys

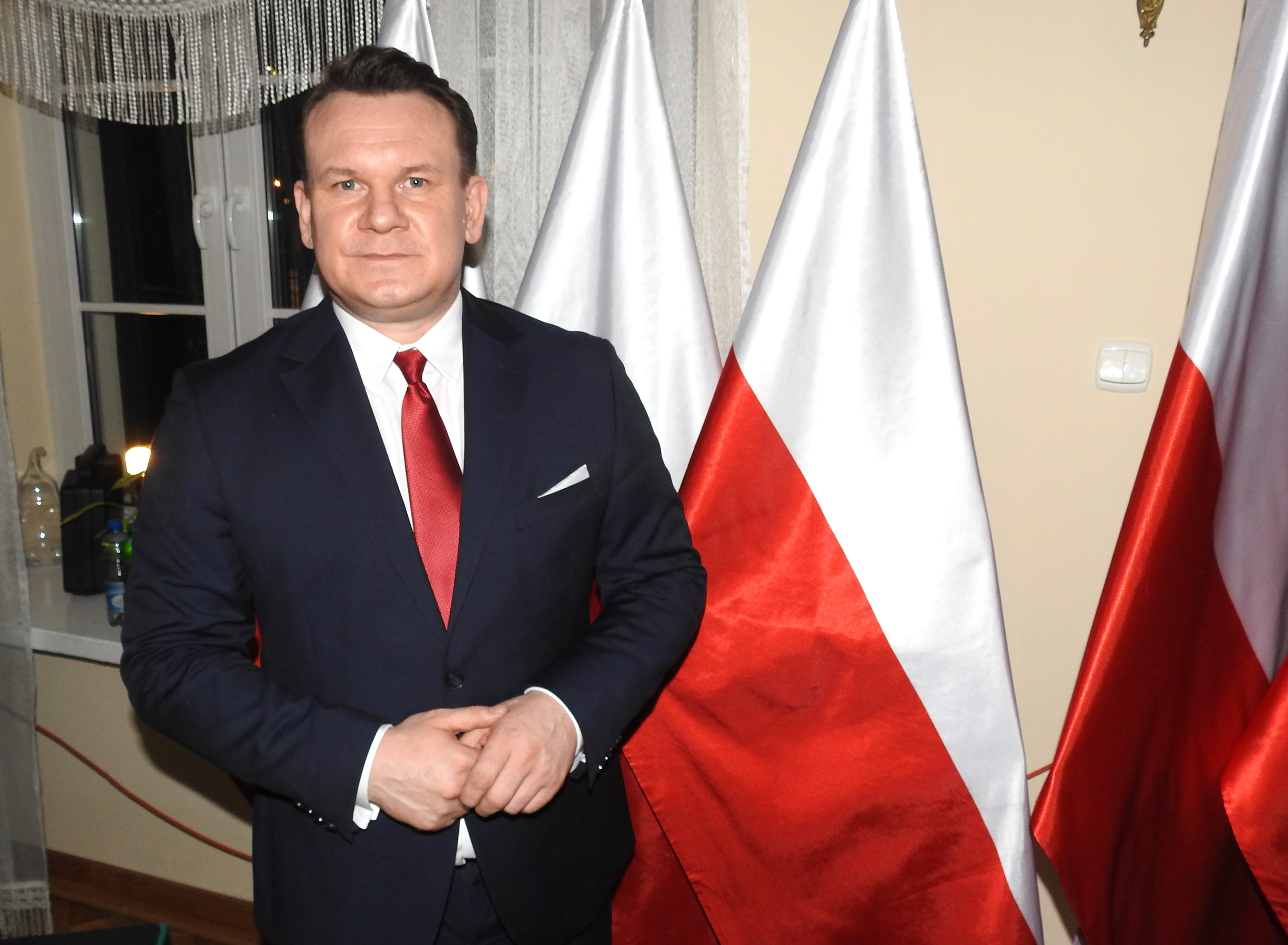
Dominik Tarczyński na spotkaniu z mieszkańcami Buska-Zdroju (2024)

Wnuk Józefa Albińskiego. Absolwent prawa na Wydziale Prawa, Prawa Kanonicznego i Administracji Katolickiego Uniwersytetu Lubelskiego (2006). 
Od 2003 do 2008 był animatorem wspólnoty w londyńskiej katedrze Westminster, prowadził też audycję radiową muzyki chrześcijańskiej. Był świeckim asystentem jednego z brytyjskich egzorcystów. Od 23 stycznia 2009 do 1 lutego 2010 był dyrektorem TVP3 Kielce. Stanowisko stracił, gdy wyszło na jaw, że na zwolnieniu lekarskim pilnował namiotu Solidarni 2010 w Warszawie. Później zatrudniony jako zastępca dyrektora ds. eksploatacji w Ośrodku Informatyki i Telekomunikacji TVP.
Zajął się także działalnością publicystyczną na łamach „Gazety Polskiej” oraz tworzeniem filmów dokumentalnych poświęconych m.in. działalności egzorcystów. Wyreżyserował m.in. film dokumentalny Kolumbia – świadectwo dla świata, z udziałem ówczesnego prezydenta Kolumbii Álvaro Uribe, nagrodzony na XVI Międzynarodowym Katolickim Festiwalu Filmów i Multimediów w Niepokalanowie. Został założycielem Stowarzyszenia Wspólnota Katolików Charyzmatycy.
W 2010 bez powodzenia kandydował do sejmiku świętokrzyskiego z listy Prawa i Sprawiedliwości. Następnie organizował struktury stowarzyszenia Polska Jest Najważniejsza w Kielcach, jednak po kilku tygodniach je opuścił. W 2011 współtworzył Solidarną Polskę, z której odszedł na początku kwietnia 2014. W tym samym roku, z rekomendacji Prawicy Rzeczypospolitej, kandydował ponownie do sejmiku z listy PiS. W wyborach parlamentarnych w 2015 wystartował do Sejmu jako bezpartyjny kandydat z jedenastego miejsca na liście Prawa i Sprawiedliwości w okręgu kieleckim. Został wybrany na posła VIII kadencji, otrzymując 7475 głosów. Po wyborach został członkiem PiS.
W październiku 2018 przegrał proces w trybie wyborczym z ubiegającym się o prezydenturę Kielc Bogdanem Wentą; sąd nakazał mu sprostowanie i zaprzestanie rozpowszechniania nieprawdziwych informacji dotyczących rzekomej służby powoda w ZOMO oraz o „trenowaniu przez niego pałowania na głowach Polaków”, zarządził też przeprosiny i wpłacenie 20 tys. zł na Wielką Orkiestrę Świątecznej Pomocy.
Za jego sprawą do Polski przyjechał ugandyjski egzorcysta ks. John Bashobora.
W wyborach do Parlamentu Europejskiego w 2019 został wybrany na deputowanego IX kadencji. Przypadł mu dodatkowy mandat w PE, przyznany Polsce w ramach rozdysponowania części mandatów obsadzanych dotąd przez Wielką Brytanię. Jednakże z uwagi na opóźnienie procedury brexitu objęcie tego mandatu zostało zawieszone.
W wyborach parlamentarnych w tym samym roku ponownie uzyskał mandat posła na Sejm, otrzymując 8186 głosów. 1 lutego 2020, po dojściu do skutku brexitu, objął uzyskany w 2019 mandat posła do Parlamentu Europejskiego IX kadencji. W 2024 ponownie uzyskał mandat europosła, zdobywając 210 942 głosów.
Jako eurodeputowany IX kadencji był członkiem Komisji Handlu Międzynarodowego, Komisji Spraw Zagranicznych oraz Komisji Rynku Wewnętrznego i Ochrony Konsumentów. Pracował również w Delegacji do spraw stosunków ze Stanami Zjednoczonymi. Angażował się w problematykę prawnomiędzynarodową wojny na Ukrainie.

## Poglądy i reakcje

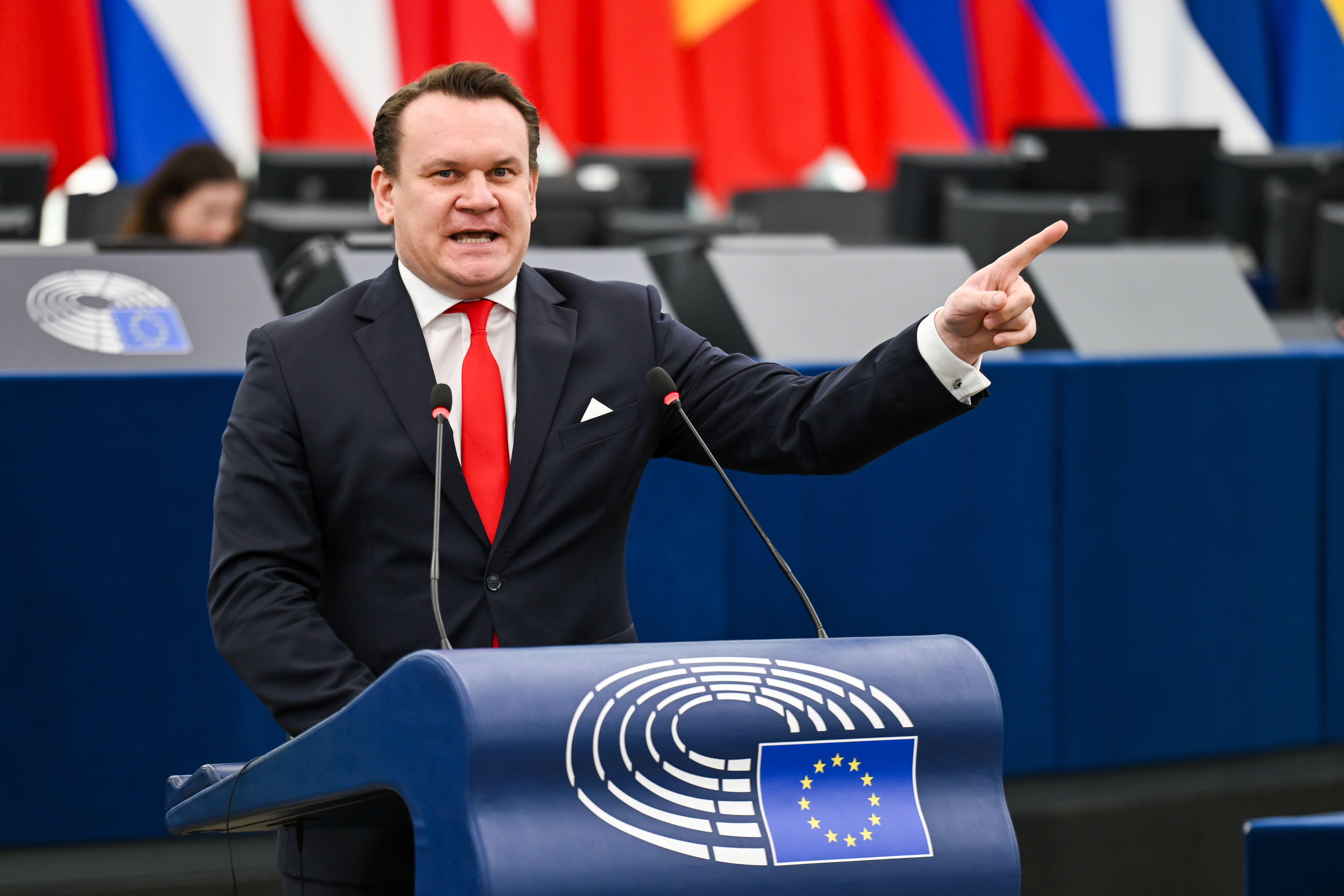
Dominik Tarczyński w Parlamencie Europejskim podczas debaty o terroryzmie wspieranym przez Islamską Republikę Iranu (2024)

Dominik Tarczyński był wielokrotnie krytykowany w felietonach za tzw. nieetyczne wypowiedzi w debacie publicznej, nie tylko pod adresem innych polityków, ale również pod adresem mniejszości religijnych. 
W 2015 roku, relacjonując zagrożenie ze strony muzułmanów w trakcie posiedzenia Komisji ds. Unii Europejskiej, twierdził: „Nie każdy muzułmanin jest terrorystą, ale każdy terrorysta jest muzułmaninem”. 
Po Czarnym Proteście, gdy Monika Wielichowska przekonywała z mównicy, że kobiety nie złożyły parasolek, Tarczyński komentował to słowami: „Złożyły mózgi”, na co publicystka portalu Interia Katarzyna Krawczyk odpowiadała: „Niektórzy z posłów sięgają też po język seksistowski”. 
W maju 2017 roku na łamach portalu wPolityce.pl kwitował zamieszki na Krakowskim Przedmieściu w trakcie miesięcznicy smoleńskiej następująco: „To, co teraz widzimy, nie różni się niczym od tego co działo się w Stanie Wojennym i po 1945 roku w odniesieniu do Żołnierzy Wyklętych. [...] Ci ludzie [opozycja] muszą zapłacić. Ci, którzy manipulują i atakują to ludzie, którzy po SB odziedziczyli praktykę”. Mateusz Mazzini komentował słowa Tarczyńskiego jako przykład „quasi-darwinistycznego podejścia, które rysuje rozdzielające się szczeliny wzdłuż linii interpretacyjnych historii”.
W 2017 wstawił się za muzykami zespołu Decapitated aresztowanymi w USA pod zarzutem rzekomego gwałtu zbiorowego jakiego muzycy mieli dopuścić się na jednej z fanek. W styczniu 2018 roku muzycy zostali oczyszczeni z zarzutów i wrócili do Polski.

## Wyniki wyborcze
| Wybory | Komitet wyborczy                               | Komitet wyborczy       | Organ                                           | Okręg            | Wynik       |
| ------ | ---------------------------------------------- | ---------------------- | ----------------------------------------------- | ---------------- | ----------- |
| 2010   |                                                | Prawo i Sprawiedliwość | Sejmik Województwa Świętokrzyskiego IV kadencji | nr 3             | 854 (0,57%) |
| 2014   | Sejmik Województwa Świętokrzyskiego V kadencji | Prawo i Sprawiedliwość | nr 2                                            | 2882 (3,13%)     |             |
| 2015   | Sejm VIII kadencji                             | Prawo i Sprawiedliwość | nr 33                                           | 7475 (1,59%)     |             |
| 2019   | Parlament Europejski IX kadencji               | Prawo i Sprawiedliwość | nr 10                                           | 41 912 (2,41%)   |             |
| 2019   | Sejm IX kadencji                               | Prawo i Sprawiedliwość | nr 33                                           | 8186 (1,44%)     |             |
| 2024   | Parlament Europejski X kadencji                | Prawo i Sprawiedliwość | nr 10                                           | 210 942 (14,17%) |             |